# 桑田寛子
桑田 寛子（くわた ひろこ、1990年12月18日 - ）は、日本の女子プロテニス選手。神奈川県横浜市出身。WTAランキング自己最高位はシングルス150位。早稲田実業学校高等部を経て早稲田大学社会科学部卒業。島津製作所所属。

## 来歴
7歳でテニスを始める。早稲田大学時代にはインカレでシングルス3連覇を達成。卒業後の2013年4月にプロに転向。
2014年8月のワシントンD.C.大会では奈良くるみと組んだダブルスで決勝に進出した。決勝で青山修子＆ガブリエラ・ダブロウスキー組に 1–6, 2–6 で敗れ準優勝となった。
2014年全米オープンから4大大会の予選に挑戦を始めたがまだ突破したことはない。
2015年全日本テニス選手権では決勝で瀬間詠里花を 6–2, 6–3 で破り大会初優勝を果たした。

## WTAツアー決勝進出結果

### ダブルス: 1回 (0勝1敗)
| 大会グレード                  |
| ----------------------------- |
| グランドスラム (0–0)          |
| WTAファイナルズ (0–0)         |
| プレミア・マンダトリー (0–0)  |
| プレミア5 (0-0)               |
| WTAエリート・トロフィー (0-0) |
| プレミア (0–0)                |
| インターナショナル (0–1)      |

| 結果   | No. | 決勝日       | 大会           | サーフェス | パートナー | 対戦相手                            | スコア   |
| ------ | --- | ------------ | -------------- | ---------- | ---------- | ----------------------------------- | -------- |
| 準優勝 | 1.  | 2014年8月2日 | ワシントンD.C. | ハード     | 奈良くるみ | 青山修子 ガブリエラ・ダブロウスキー | 1–6, 2–6 |